# Theo Spreter von Kreudenstein
Theo Spreter von Kreudenstein (* 5. März 1908 in Freiburg im Breisgau, Großherzogtum Baden; † 26. Februar 1992 in Kiel) war ein deutscher Kieferchirurg und Hochschullehrer.

## Leben
Spreter besuchte ab 1918 das Franziskanergymnasium Hall in Tirol und das Franziskanergymnasium Bozen. Nach der Matura studierte er ab 1926 an der Albert-Ludwigs-Universität Zahnmedizin und Medizin. In 4. Generation seiner Familie wurde er im Corps Suevia Freiburg aktiv. Als Inaktiver wechselte er an die Universität Innsbruck, die Friedrich-Wilhelms-Universität zu Berlin, die Christian-Albrechts-Universität zu Kiel und die Medizinische Akademie Düsseldorf. 1932 bestand er das medizinische und 1933 das zahnmedizinische Staatsexamen. Er wurde zum Dr. med. (1933) und Dr. med. dent. (1935) promoviert. 1933/34 war er in der SA. 1934 ging er als Assistent zu Georg Axhausen und Eugen Wannenmacher an der Charité. 1937 trat er in die Nationalsozialistische Deutsche Arbeiterpartei ein. 1939 habilitierte er sich für Kieferchirurgie und Zahnheilkunde. Im Zweiten Weltkrieg leitete er als Reserveoffizier das Lazarett der Luftwaffe in Braunschweig. In der Nachkriegszeit war er Privatzahnarzt und Leiter der Kieferchirurgie in Braunschweig. 1947 wurde er Leiter der Abteilung für Zahnerhaltungskunde an der ZMK-Universitätsklinik Kiel. Die CAU ernannte ihn 1948 zum a.o. Professor und 1960 zum Lehrstuhlinhaber. Als Direktor leitete er die Klinik für Zahn-, Mund- und Kieferkrankheiten. 1962–1964 saß er im Senat der CAU. Für das akademische Jahr 1963/64 wählte ihn die Medizinische Fakultät zum Dekan. Nach der Emeritierung (1976) befasste er sich mit Familiengeschichte. Die Schleswig-Holsteinische Gesellschaft für Zahn-, Mund- und Kieferheilkunde wählte ihn 1976 zum Ehrenvorsitzenden. Verheiratet war er seit 1939 mit Paula Freiin von Erffa aus Angermünde. Aus der Ehe gingen eine Tochter und drei Söhne hervor. Hermann wurde HNO-Arzt in Uetersen, Peter Kinderarzt in Wunstorf und Burkhart Neuropädiater in Rendsburg. Maria lebt in Massachusetts.

## Werke
- Kariestherapie mit schnellhärtendem Kunststoff. München 1952. GoogleBooks
- mit Eugen Wannenmacher, Otto Hofer und Erwin Reichenbach: Lehrbuch der klinischen Zahn-, Mund- und Kieferheilkunde, 4 Bde., mehrere Auflagen. J. A. Barth, Leipzig 1952–1968.
- Arbeiten aus dem Zahnärztlichen Institut und der Klinik für Zahn-, Mund- und Kieferkrankheiten der Universität Kiel. München 1962.
- Johann Spreter von Kreudenstein, Doktor beider Rechte. Rottweiler Bürger im 16. Jahrhundert. Sigmaringen 1989. GoogleBooks